# El Peñón de Guatapé
El Peñón de Guatapé (také Piedra del Peñol) je ojedinělý skalní útvar v Kolumbii. Jde o obrovskou skálu vypínající se do výše 200 metrů nad okolní plochý terén, prohlášenou za národní přírodní památku. Spolu s městečkem Guatapé a jezerem Guatapé patří mezi nejoblíbenější výletní cíle obyvatel Medellínu.

## Všeobecné údaje
Útvar vznikl po výstupu vyvřelé granitické horniny, tzv. plutonu nad okolní terén. Vlivem větší odolnosti proti zvětrání se těleso postupem času vyčlenilo nad okolní krajinu ve formě bizarní skály, jejíž hmotnost se odhaduje na 10 miliónů tun. Charakteristickou pohledovou vlastností skály je vertikální puklina na severní straně, která umožnila první skálolezecké zdolání a jež byla využita k vybudování dvacetišestistupňového schodiště o celkovém počtu 702 schodů, které umožňuje návštěvu vrcholu i turistům. Přibližně v polovině schodiště se nachází malá kaplička Panny Marie.
Půdorysné rozměry skalního masivu jsou 280×110 m, výška nad okolním terénem činí cca 200 m.

## Historie
Výrazná krajinná dominanta měla hrála významnou kultovní roli v předkolumbovské éře, která se po španělské kolonizaci změnila v řevnivost osad, na jejichž hranici se nachází. Nárok na významové spojení si od svého vzniku činí sídla Guatapé a Peñol. Původní název Piedra de Peñol byl změněn na El Peñón de Guatapé, ve kterém jsou obsaženy názvy obou sídel. Přesto spor pokračoval i nadále a západní stěna se stala cílem pro grafiti odvážlivců z osady Guatapé. Původně měla být celá stěna pokryta nápisem Quatapé, rozhořčený dav ze sídla Peñol však dalším grafiti aktivitám zabránil. Pozůstatkem jsou deštěm do plochy rozvinutá písmena G a U, která zdáli vyvolávají dojem křemenných žil.
Prvovýstup po hladké skále byl uskutečněn 16. července roku 1954. Údajně byl realizován na přání kněze a trval pětici místních kolumbijských mužů pět dní. Po výstupu se naskytly jedinečné pohledy do okolí, tvořené sítí úzkých údolí. Po napuštění přehradní nádrže se panorama změnilo na množství ostrovů zeleně na vodní ploše.

## Flora a fauna

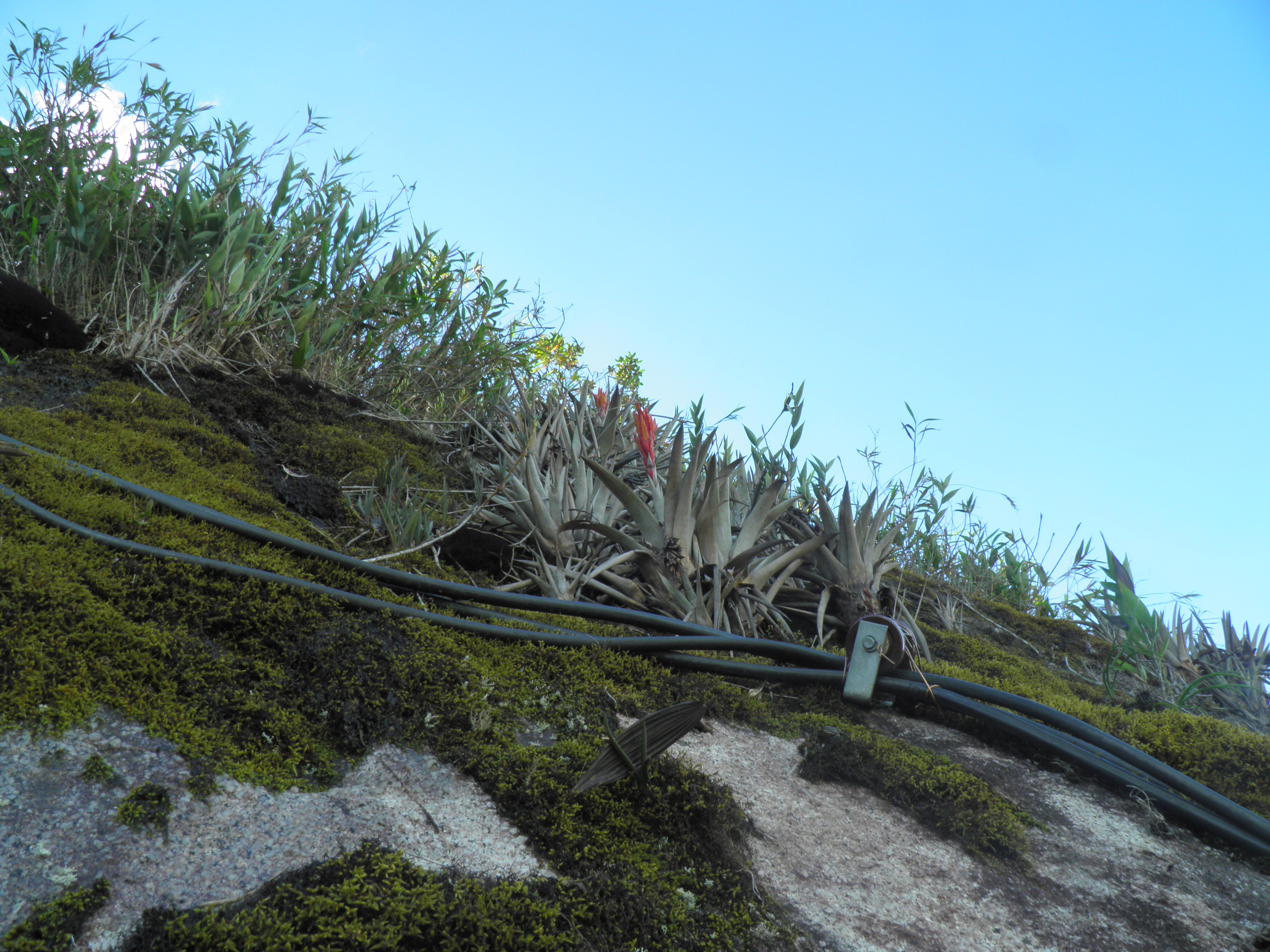
Pokryv stěny broméliemi rodu Tillandsia

Na vrcholu skály byl objeven nový druh robustní bromélie, která byla později určena jako endemický poddruh jinak v Kolumbii a střední Americe rozšířeného druhu Pitcairnia heterophylla Lindl 1867. Kamenné stěny jsou zejména s postupující výškou pokryty koberci epifytických a petrofytických bromélií, zejména rodu Billbergia a Tillandsia. Nejčetnějším zástupcem fauny je kondor havranovitý (Coragyps atratus), bez jehož siluety lze širší snímek pořídit jen velmi obtížně.

## Turistický význam
Skalní masiv El Peñón de Guatapé je oblíbeným turistickým cílem nejen obyvatel Medellínu a provincie Antioquia, ale i obyvatel hlavního města. Místo nabízí i rekreaci na březích přehradní nádrže Guatapé a prohlídku pitoreskního městečka Guatapé. Klima rovníkové oblasti při nadmořské výšce přes 2000 m je mimořádně příjemné, zejména na vrcholu skály, kde se vjem intenzity slunečního svitu nachází v rovnováze s neustálým mírným větrem.